# Symplocos pendula
Symplocos pendula là một loài thực vật có hoa trong họ Dung. Loài này được Wight miêu tả khoa học đầu tiên năm 1848.